# Johan Unenge
Johan Olof Unenge, född 9 maj 1963 i Bromma församling i Stockholm, är en svensk författare, illustratör, serietecknare och manusförfattare.
Johan Unenge har bland annat skapat serier och böcker tillsammans med Måns Gahrton. Unenge sitter på plats nummer nio i Svenska barnboksakademien. 2011–2013 var han läsambassadör.
Är ordförande i Svenska Barnboksakademin

### Tecknade serier
- Agent Annorlunda (1986–1992)
- Eva & Adam (1990–2003)
- Berts dagbok (1993–2003)
- Livet enligt Rosa (2003–2008)
- Mitt extra liv (serieroman, 2009)

### Böcker
- Livet enligt Rosa
- Josefin och Villa-Ulla 2004-2009)'
- Alla barnen-böckerna 1991- ("roliga historier") med bilder
- Gul Snö (Snöbröder)  (2005)
- Bruna Spår (Snöbröder) (2006)
- Gröna Kråkor (Snöbröder) (2007)
- Pontus 4 meter över marken 2002
- Pontus 4 stygn i huvudet (2003)
- Pontus 4 steg från proffs (2004)
- Vi som ser på (2004)
- Tro hopp och burnout (2005)
- Astrid och hon, Liv (2006)
- Mitt extra liv

## Filmografi
- Eva & Adam (TV-serie) (1999-2000)
- Eva & Adam – fyra födelsedagar och ett fiasko (2001)
- Ronny & Julia (TV-serie) (2004)
- Livet enligt Rosa (TV-serie) (2005)
- Rosa: The Movie (2009)
- Hotell Gyllene Knorren (TV-serie) (2010)
- Hotell Gyllene Knorren – filmen (2011)
- Eva & Adam (2021)

## Priser och utmärkelser
- 1996 - Unghunden
- Bokjuryn kategori 10-13 år 1998
- Bokjuryn kategori 10-13 år 1999
- Bokjuryn kategori 10-13 år 2002
- TCO:s kulturpris för litteratur 2007